# Convergente synthese
In de scheikunde verwijst de term convergente synthese naar de strategie waarmee getracht wordt om een meerstapsreactie op een zo efficiënt mogelijk wijze uit te voeren. Het concept wordt meestal gebruikt in de context van de organische synthese en wordt toegepast bij onder meer de bereiding van dendrimeren, proteïnen en de totaalsynthese van complexe organische verbindingen.

## Lineaire versus convergente synthese
Een lineaire synthese kan eenvoudigweg voorgesteld worden middels volgend schema:
{\displaystyle \mathrm {A\ \longrightarrow \ B\ \longrightarrow \ C\ \longrightarrow \ D\ \longrightarrow \ E} }
De synthese start dus met A en eindigt via een reeks consecutieve reactiestappen over een aantal intermediairen (B, C en D) met het reactieproduct E. Wanneer verondersteld wordt dat de opbrengst van iedere individuele reactiestap 50% bedraagt, dan is het totale rendement van deze synthese slechts 6,25%. Een convergente synthese kan dit probleem verhelpen. Een dergelijke synthese kan voorgesteld worden middels volgend schema:
{\displaystyle \left.{\begin{matrix}\mathrm {A\ \longrightarrow \ B} \ \\\mathrm {C\ \longrightarrow \ D} \ \end{matrix}}\right\}\ \mathrm {B\ +\ D\ \longrightarrow \ E} }
Wanneer ook hier een reactierendement van 50% voor iedere reactiestap wordt voorgesteld, bedraagt het totale rendement 25%. Dit is een stuk hoger dan bij de lineaire synthese. Bovendien heeft een convergente synthese het grote voordeel dat er minder kans op mislukking bestaat. De bouwstenen (in bovenstaand geval B en D) worden via aparte reacties gevormd en pas op het einde samengevoegd om het eindproduct te vormen. Bij een lineaire synthese is dat niet het geval: als de laatste reactie (van D naar E) mislukt, dient de volledige synthese te worden hernomen.